# Стернс (округ)
Стернс (англ. Stearns County) — округ в штате Миннесота, США. Административный центр и крупнейший город — Сент-Клауд. По переписи 2000 года в округе проживают 133 166 человек. Площадь — 3600 км², из которых 3482,3 км² — суша, а 117,7 км² — вода. Плотность населения составляет 38 чел./км².

## История
Округ был основан в 1855 году.